# تنیس در المپیک تابستانی ۱۹۹۶ – انفرادی مردان
رقابت تک‌نفره مردان بخشی از برنامه تنیس در بازی‌های المپیک تابستانی ۱۹۹۶ که مارک راست مدافع عنوان قهرمانی آن بود. آندره آغاسی با نتایج ۶–۲, ۶–۳, ۶–۱ با غلبه بر سرگی بروگوئرا به مقام قهرمانی رسید.